# جون ديفيس (عسكري)
جون ديفيس (بالإنجليزية: John Davis)‏ هو عسكري أمريكي، ولد في 1838، وتوفي في 30 ديسمبر 1901 في كولورادو في الولايات المتحدة.